# Czarnów (gromada w powiecie kieleckim)
Czarnów – dawna gromada, czyli najmniejsza jednostka podziału terytorialnego Polskiej Rzeczypospolitej Ludowej w latach 1954–1972.
Gromady, z gromadzkimi radami narodowymi (GRN) jako organami władzy najniższego stopnia na wsi, funkcjonowały od reformy reorganizującej administrację wiejską przeprowadzonej jesienią 1954 do momentu ich zniesienia z dniem 1 stycznia 1973, tym samym wypierając organizację gminną w latach 1954–1972.
Gromadę Czarnów z siedzibą GRN w Czarnowie (obecnie w granicach Kielc) utworzono – jako jedną z 8759 gromad na obszarze Polski – w powiecie kieleckim w woj. kieleckim, na mocy uchwały nr 13c/54 WRN w Kielcach z dnia 29 września 1954. W skład jednostki weszły obszary dotychczasowych gromad Czarnów i Szczukowskie Górki ze zniesionej gminy Niewachlów w tymże powiecie. Dla gromady ustalono 17 członków gromadzkiej rady narodowej.
31 grudnia 1961 z gromady Czarnów wyłączono wieś Szczukowskie Górki włączając ją do gromady Białogon, po czym gromadę Czarnów zniesiono, a jej pozostały obszar włączono do gromady Niewachlow.